# George Coppinger Ashlin

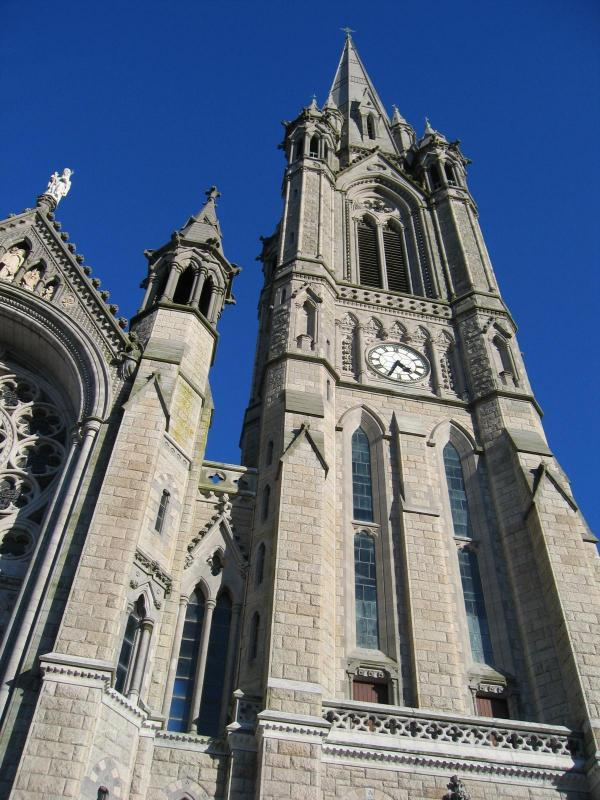
Katedra św. Kolmana w Cobh

George Coppinger Ashlin (ur. 28 maja 1837 w Corku, zm. 10 grudnia 1921 w Killiney) – irlandzki architekt.

## Życiorys
George Coppinger Ashlin urodził się w 1837 roku w budynku o nazwie Carrigrenane na Little Island w hrabstwie Cork. Jego rodzicami byli John Musson Ashlin i Dorinda Maria Coppinger. Kształcił się w Belgii i Anglii. Edukację wczesnoszkolną odbył w Collège de St Servais w Liège i St Mary's College w Oscott, gdzie uczył się rysunku i perspektywy, ponadto zainteresował się również architekturą, a także poznał związanego z tą szkołą Augustusa Welby’ego Northmore’a Pugina. W 1856 roku Ashlin został uczniem w firmie budowlanej Edwarda Welby’ego Pugina, zaś w 1858 roku wstąpił do Royal Academy School w Londynie. Gdy w 1858 roku Puginowi zlecono pracę przy kościele św. św. Piotra i Pawła w Corku, uczynił on Ashlina swym partnerem. Pracowali oni wspólnie przy budowie 25 kościołów. W 1861 roku George Coppinger Ashlin powrócił do Irlandii i założył firmę pod szyldem Pugin & Ashlin. Spółka funkcjonowała do 1868 roku, kiedy została rozwiązana, a Ashlin zaczął prowadzić działalność pod własnym nazwiskiem. W latach 1902–1904 Ashlin sprawował funkcję prezesa Royal Institute of the Architects of Ireland (pol. „Królewski Instytut Architektów Irlandii”), ponadto był również członkiem Architectural Association of Ireland (pol. „Architektoniczne Stowarzyszenie Irlandii”) oraz London Architectural Association (pol. „Londyńskie Stowarzyszenie Architektoniczne”). Brał przy tym udział w wielu konkursach architektonicznych jako oceniający: w konkursach na projekt kościoła katolickiego w Droghedzie (1883), ratusza w Newry (1890), County Hall w Tralee (1905), Fever Hospital w Galway (1907), kościoła katolickiego w Castletownbere (1907) oraz szkoły technicznej i biblioteki w Tralee (1909), a także na przebudowę i rozbudowę Munster & Leinster Bank w Corku (1909) i Carnegie Library w Dún Laoghaire (1910).
W 1867 roku George Coppinger Ashlin poślubił siostrę Edwarda Welby’ego Pugina, Mary, z którą miał urodzoną w 1877 roku córkę Miriam Frances Xavier. Zmarł w 1921 roku w domu o nazwie St. George’s w Killiney, który zaprojektował dla siebie i swojej rodziny. Został pochowany w rodzinnym grobowcu na cmentarzu Glasnevin Cemetery.

## Dokonania
George Coppinger Ashlin zaprojektował ponad 100 budynków, głównie kościołów, na terenie Irlandii. Plany dużej części kościołów, zbudowanych przede wszystkim na terenie hrabstw Wexford, Cork i Kerry zrealizował we współpracy z Edwardem Welby’m Puginem. Wraz z Puginem był autorem projektu kościoła św. Augustyna i św. Jana w Dublinie, a także katedry św. Kolmana w Cobh, która jest uważana za ich najważniejsze dzieło.